# Karosa C 955
A Karosa C 955 a Karosa Állami Vállalat által 2001 és 2007 között gyártott cseh helyközi autóbusz, mely a Karosa korábbi C 935-ös modelljeit váltotta le Csehországban és Szlovákiában. Utódja az Irisbus Crossway.

## Konstrukció
A C 955 kialakítása megegyezik a C 954 alap típusával. A C 955 egy kéttengelyes busz félig önhordó karosszériával. Soros, hathengeres turbóval felszerelt dízelmotorja a kézi sebességváltóval a busz hátsó részén helyezkedik el. A C 935 típustól a C 955 kissé eltér a módosított elülső hűtőnyílásokkal. Az utastérben 2+2 rendben állítható ülések találhatóak a középső folyosó mentén. 5,13 m³-es csomagtartó a két tengely között található. A jobb oldalon két pillangószárny-szerű ajtó található az első az első tengely előtt, a másik a hátsó tengely előtt. 
A C 955-ös buszokból sokat az iskolai Récréo változatban is gyártottak exportra.

## Gyártás és üzemeltetés
A klasszikus C 955-ös járművek gyártása 2001-ben kezdődött, és csak 2002-ig tartott. A Recreo iskolai verzió gyártása azonban folytatódott, de 2007 elején befejeződött a 900-as sorozat gyártása.
A C 955-ös típusokat hosszabb városközi utakra használják.

## Fordítás
Ez a szócikk részben vagy egészben  a   Karosa C 955 című cseh Wikipédia-szócikk ezen változatának fordításán alapul.  Az eredeti cikk szerkesztőit annak laptörténete sorolja fel. Ez a jelzés csupán a megfogalmazás eredetét és a szerzői jogokat jelzi, nem szolgál a cikkben szereplő információk forrásmegjelöléseként.